# Habartovský potok
Habartovský potok je potok v Krušných horách a Sokolovské pánvi v okrese Sokolov v Karlovarském kraji, levostranný přítok Ohře. Délka toku měří 9,8 km. Plocha jeho povodí měří 19,97 km².

## Průběh toku
Potok pramení v nadmořské výšce 610 metrů nedaleko obce Krajková na jižním okraji Krušných hor. Teče nejprve jihovýchodním, později jižním směrem až k vesnici Úžlabí, místní části města Habartov, kde přibírá zprava drobný Částkovský potok. Zde se tok stáčí opět k jihovýchodu, obtéká rekultivovanou oblast bývalého povrchového lomu Boden, nad jeho pravým břehem se zvedá výsypka Lítov – Boden. U jižního okraje Habartova opouští potok Krušné hory a nadále již teče v Sokolovské pánvi.
Jižním směrem přitéká k okraji Bukovan. Míjí obec a územím historického dobývání uhlí u zaniklé osady Dvory pokračuje do obce Dasnice. Zde se pod Dasnickým jezem poblíž cyklostezky Ohře vlévá zleva do Ohře.